# باتريك توماس أوبراين
باتريك توماس أوبراين (بالإنجليزية: Patrick Thomas O'Brien)‏ هو ممثل أمريكي، ولد في 26 يناير 1951 في الولايات المتحدة.

## أعمال

### أفلام
- (1999) ستيوارت ليتل[1][2]

## وصلات خارجية
- باتريك توماس أوبراين على موقع IMDb (الإنجليزية)
- باتريك توماس أوبراين على موقع قاعدة بيانات الفيلم (الإنجليزية)